# Cobadim de Xiraz
Cobadim de Xiraz (em persa: قطبالدین محمود بن مسعود شیرازی; romaniz.: Qut(a)b al-Din al-Shirazi; Cazerum, outubro de 1236 — Tabriz, 7 de fevereiro de 1311) foi um cientista, filósofo e poeta persa, o qual fez contribuições intensivas no campo da astronomia, matemática, medicina, física, teoria musical e sufismo. Publicou inúmeras obras em todos seus campos de trabalho: na matemática, traduziu textos de Naceradim de Tus em quinze capítulos; na astronomia, apresentou um modelo planetário, influenciado pelos estudos de Ptolomeu, discutindo a então possibilidade do heliocentrismo; na filosofia, escreveu um trabalho enciclopédico para o governador da terra iraniana de Guilão, incluindo como tema misticismo e teologia; na medicina, traduziu um comentário abrangente no Kolliyāt de O Cânone da Medicina e propôs um tratado sobre hanseníase; e, em outros ramos, estudou o impacto social do Alcorão, dedicou-se a pesquisas sobre a sintaxe árabe e também analisou a filosofia retórica.
Cobadim de Xiraz nasceu em Cazerum em uma família de tradição sufista. Seu pai, Ziadim Maçude de Cazerum, era médico e líder da ordem sufi. O filho, portanto, seguiu a formação profissional do progenitor e começou a estudar medicina com o mesmo, no hospital Mozafari em Xiraz. Seu pai morreu quando Cobadim tinha 14 anos e, a partir daí, começou a ter lições com seus tios, com quem leu O Cânone da Medicina. Como estudante, resolveu inúmeros problemas na companhia de Naceradim de Tus. Nessa companhia, conseguiu construir um observatório de astronomia, o qual lhe possibilitou a conclusão de uma nova tabela astronômica.
Em seus estudos, viajou para Maraga, Caspim, Ispaã e Bagdá; em seguida, compilou os livros al-Meftah Meftah e Ekhtiārāt al-moẓaffariya, além de escrever e revisar textos de governadores do Irã e do Egito. Sua última viagem foi a Tabriz, onde permaneceu até a morte, em 7 de fevereiro de 1311. Foi enterrado no Cemitério Municipal de Čarandāb.